# Nils Ström (1910–1971)
För brukspatronen se Nils Ström (1714–1783)
Nils Teodor Ström, född 3 juli 1910 i Häverö församling, Stockholms län, död 1971 i Västerås, var en svensk ämbetsman.
Ström, som var son till lantbrukare Ernst Ström och Sofia Nylin, avlade studentexamen vid Hermods 1937 och blev filosofie kandidat vid Stockholms högskola 1942. Han blev direktörsassistent vid länsarbetsnämnden i Eskilstuna 1940, inspektör vid Arbetsmarknadsstyrelsen 1942, revisor och förste byråinspektör vid Socialstyrelsen 1944, förste byråinspektör vid Arbetsmarknadsstyrelsen 1948, byrådirektör där 1951 och var länsarbetsdirektör i Västmanlands län från 1956.
Ström tjänstgjorde vid socialdepartementet 1945–1951, var expert för Internationella arbetsorganisationen (ILO) i Chile 1956–1958, i Teheran 1964-1965, Taipeh 1966-1967 och Bagdad 1969-1970. Han var expert för Intergovernmental Committee for European Migration (ICEM) i Sydamerika 1959, generalsekreterare i kommittén för partiellt arbetsföra 1945–1949 och 1950 års arbetsförmedlingsutredning 1950–1951. Han var styrelseledamot i Västmanlands läns företagarförening. Han skrev De partiellt arbetsföra och samhället (1949).
Han var far till Siv Gustafsson som 2015 skrev en biografi över hans liv baserat på hans efterlämnade arkiv.